# AdLib

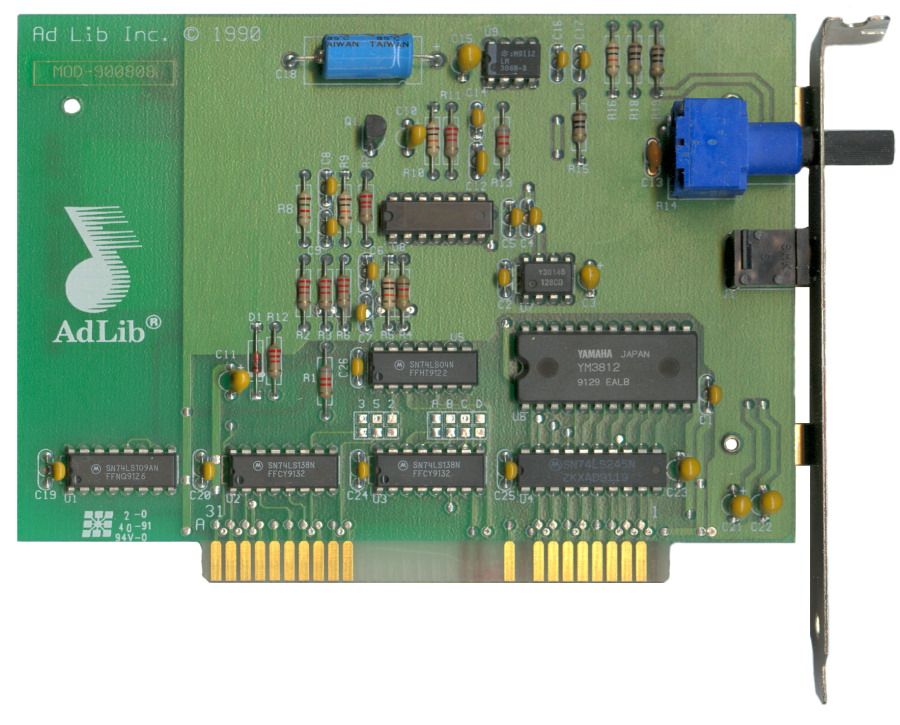
AdLib, versão de 1990

A AdLib é uma placa de som instrumental que foi a mais usada para a plataforma IBM PC antes da chegada da Creative Labs Sound Blaster no mercado, que é um clone da AdLib com chip PCM.